# Cybianthus spichigeri
Cybianthus spichigeri är en viveväxtart som beskrevs av J.J. Pipoly. Cybianthus spichigeri ingår i släktet Cybianthus, och familjen viveväxter. Inga underarter finns listade i Catalogue of Life.